# Pygiptila stellaris
El batará estrellado (Pygiptila stellaris), también denominado hormiguero alipunteado (en Colombia), choca alipunteada (en Venezuela),  batará de ala moteada (en Perú) o choca de alas punteadas, es una especie de ave paseriforme de la familia Thamnophilidae, la única en el género monotípico Pygiptila. Es nativo de América del Sur, en la cuenca del Amazonas y en el escudo guayanés.

## Distribución y hábitat
Se distribuye desde el sur y este de Colombia hacia el este por el sur y este de Venezuela, Guyana, Surinam y Guayana francesa, y parte del norte de Brasil; hacia el sur por el este de Ecuador, noreste y este de Perú, occidente de la Amazonia brasileña, hasta el norte de Bolivia y norte de Mato Grosso; hacia el este al sur del río Amazonas, hasta Pará y Maranhão.
Esta especie es considerada bastante común, pero menos hacia el este, en sus hábitats naturales: el estrato medio y el subdosel de selvas húmedas, principalmente abajo de los 500 m de altitud. Ocurre tanto en selvas de terra firme como estacionalmente inundables, y también en crecimientos secundarios altos adyacentes, particularmente en estratos enmarañados y de follaje denso.

## Descripción
Mide entre 12 y 13 cm de longitud y pesa entre 23 y 27 g. Es cabezón, con un pico bien robusto y la cola corta. El macho es gris oscuro por arriba con la corona negra, las cobertoras de las alas con pequeños pero notables puntos blancos; por abajo es de un gris algo más pálido. La hembra es gris por arriba, pero con las alas de un contrastante color rufo pero sin puntos; por abajo es de color ocráceo apagado, al igual que la face. El perfil de esta especie, regordete y de cola corta, se distingue de otros hormigueros arborícolas.

## Comportamiento
Anda en parejas, que acompañan bandadas mixtas con regularidad. Prefiere los enmarañados de enredaderas, generalmente bien arriba del suelo, de donde no es difícil de ser visto.

### Alimentación
Su dieta consiste de una variedad de larvas de lepidópteros, también ortópteros, particularmente grandes saltamontes (Tettigoniidae), mantis (Mantidae) y bichos palo (Phasmatodea).

### Vocalización
Su canto distintivo es un trinado agudo y penetrante, seguido de una nota silbada, por ejemplo «ti-ti-ti-ti-ti-ti-triiíuu». Los llamados incluyen un agudo «chet!» algunas veces seguidos de un «kiiiu».

## Sistemática

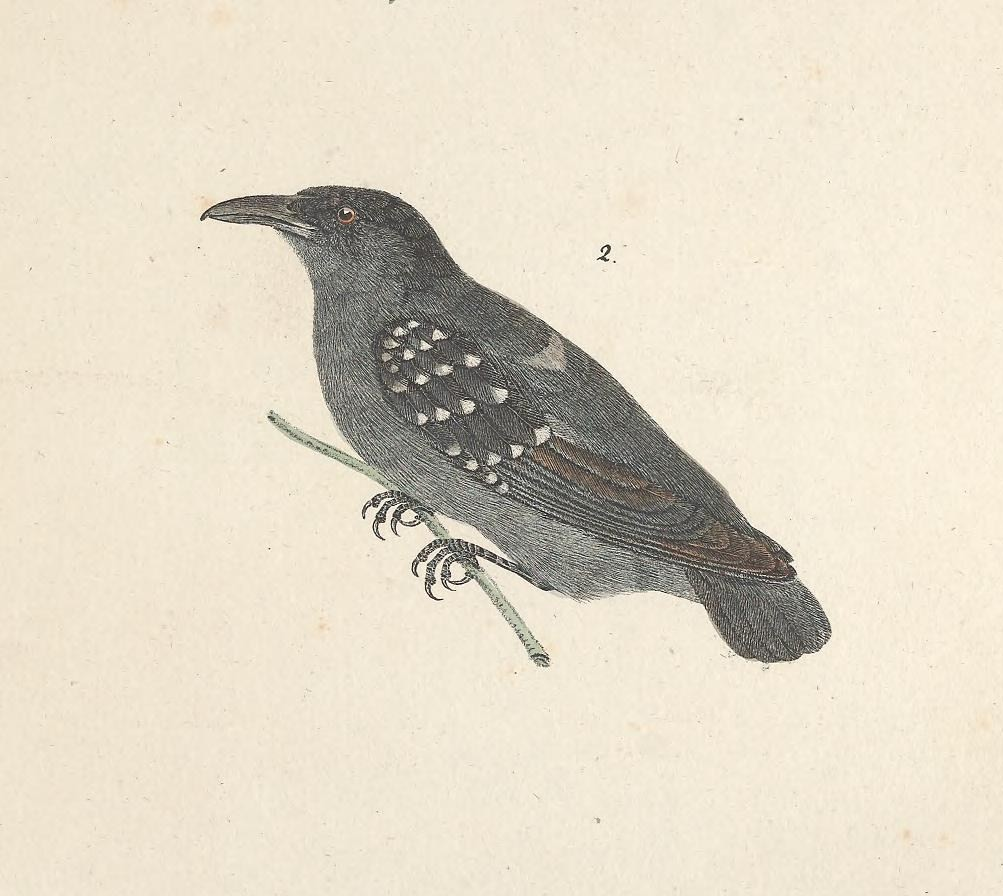
Thamnophilus stellaris, ilustración en Spix Avium Species Novae, 1825.

### Descripción original
La especie P. stellaris fue descrita por primera vez por el naturalista alemán Johann Baptist von Spix en 1825 bajo el nombre científico Thamnophilus stellaris; la localidad tipo es «Pará, Brasil».
El género Pygiptila fue descrito por el zoólogo británico Philip Lutley Sclater en 1858.

### Etimología
El nombre genérico «Pygiptila» se compone de las palabras del griego «pugē» que significa ‘rabadilla’ y «ptilon» que significa ‘pluma’; y el nombre de la especie «stellaris», en latín significa ‘estrellado’, en referencia a las pintas en las alas.

### Taxonomía
Algunos autores, como Aves del Mundo (HBW), consideran que las subespecies maculipennis y purusiana, diferenciadas por el plumaje,  son solo variaciones clinales de la nominal, y, por lo tanto, la incluyen en ésta.
Los datos genéticos demuestran que el presente género está hermanado a Thamnistes y que este par está hermanado  a Myrmornis y se propuso que los tres géneros sean colocados en una subfamilia separada Myrmornithinae Sundevall, 1872.

### Subespecies
Según las clasificaciones del Congreso Ornitológico Internacional (IOC) y Clements Checklist/eBird, se reconocen cuatro subespecies, con su correspondiente distribución geográfica:
- Pygiptila stellaris maculipennis (P.L. Sclater, 1855) - sureste de Colombia, hacia el sur hasta el centro de Perú.
- Pygiptila stellaris occipitalis J.T. Zimmer, 1932 - extremo este de Colombia, hasta el norte de Venezuela, las Guayanas y norte de Brasil.
- Pygiptila stellaris purusiana Todd, 1927 - sureste de Perú, norte de Bolivia, y centro oeste de Brasil al sur del río Amazonas, hacia el este hasta el río Madeira.
- Pygiptila stellaris stellaris (Spix, 1825) - Brasil al sur del río Amazonas y noroeste de Mato Grosso.